# Edificio Tres Facultades
Conocido popularmente como Edificio Tres Facultades, el actual Edificio Sergio Karakachoff es un inmueble que funcionó como sede de las facultades de Ciencias Económicas, Ciencias Jurídicas y Sociales y Humanidades y Ciencias de la Educación de la Universidad Nacional de La Plata. Está ubicado en la ciudad de La Plata,  Argentina, en la manzana donde se levanta el edificio administrativo de la Presidencia de la Universidad Nacional de La Plata, entre las calles 47 y 48, avenida 7 y calle 6.
De arquitectura brutalista y fachada de hormigón armado, comenzó a construirse a finales de la década de 1960, con un plan de obras que abarcaba, originalmente, la totalidad de la manzana y la demolición de la sede central de la hoy Presidencia. Pero la obra quedó inconclusa y el complejo se redujo a un inmueble en forma de «L», rodeando sólo los lados de las calles 6 y 48, sobre los antiguos jardines del Rectorado.
El inmueble fue desocupado en 2014 y las unidades académicas que allí funcionaban terminaron de trasladarse a sus nuevas dependencias. Tras un largo proceso de remodelación, fue reinaugurado en 2018 con el nombre de Sergio Karakachoff en homenaje al estudiante y dirigente universitario asesinado por un grupo de tareas durante la última dictadura militar argentina.

## Historia

### Proyecto inicial

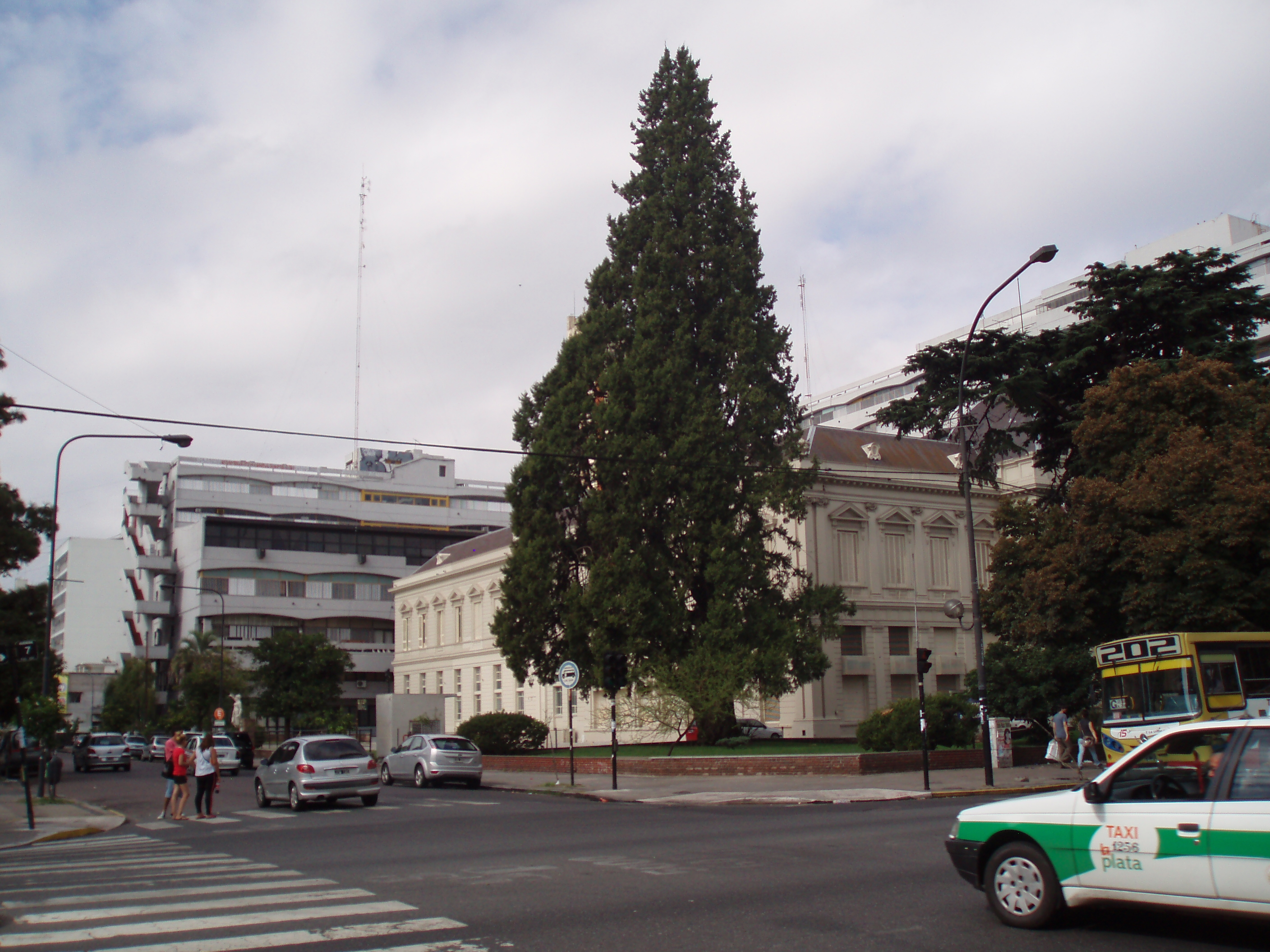
El «Tres Facultades» asoma tras los jardines del Rectorado de la UNLP.

El Edificio Tres Facultades comenzó a ser planificado durante el gobierno de facto del General Juan Carlos Onganía, quien presidía la Nación Argentina desde 1966, bajo la autodenominada «Revolución Argentina».
En la Universidad Nacional de La Plata, las nuevas autoridades académicas habían elegido como rector interventor a Joaquín Rodríguez Saumell, en octubre de 1967, arquitecto que reconfiguró la Dirección de Obras y Planeamiento de esta casa de estudios, poniendo a cargo de uno de sus más estrechos colaboradores, el arquitecto Dussan Federico Duich, quien además se desempeñó como decano de la Facultad de Arquitectura y Urbanismo.
Hacia finales de la década de 1960, la UNLP ya acusaba un fuerte déficit en materia edilicia a raíz de que la mayoría de los establecimientos educativos habían sido construidos a comienzos del siglo XX, pensados para una cantidad mucho menor de estudiantes que la que asistía en esos años. Además, la propia universidad reconocía la imposibilidad de seguir avanzando con construcciones en el Paseo del Bosque.
Ante esta situación, el nuevo interventor hizo pública, en junio de 1969, la decisión de agrupar a las unidades académicas en sectores con denominaciones: «Grupo Ciencias», «Grupo Tecnología», «Grupo Plaza Rocha» y «Grupo Centro». Este último comprendía la manzana de las calles 6, 47, 48 y la avenida 7, donde funcionaría la Presidencia de la UNLP y tres de sus facultades: Humanidades, Derecho y Económicas. Y propuso ceder espacios propios de la UNLP, ubicados en las afueras de la ciudad de La Plata, para canjearlos por inmuebles situados en el casco urbano.

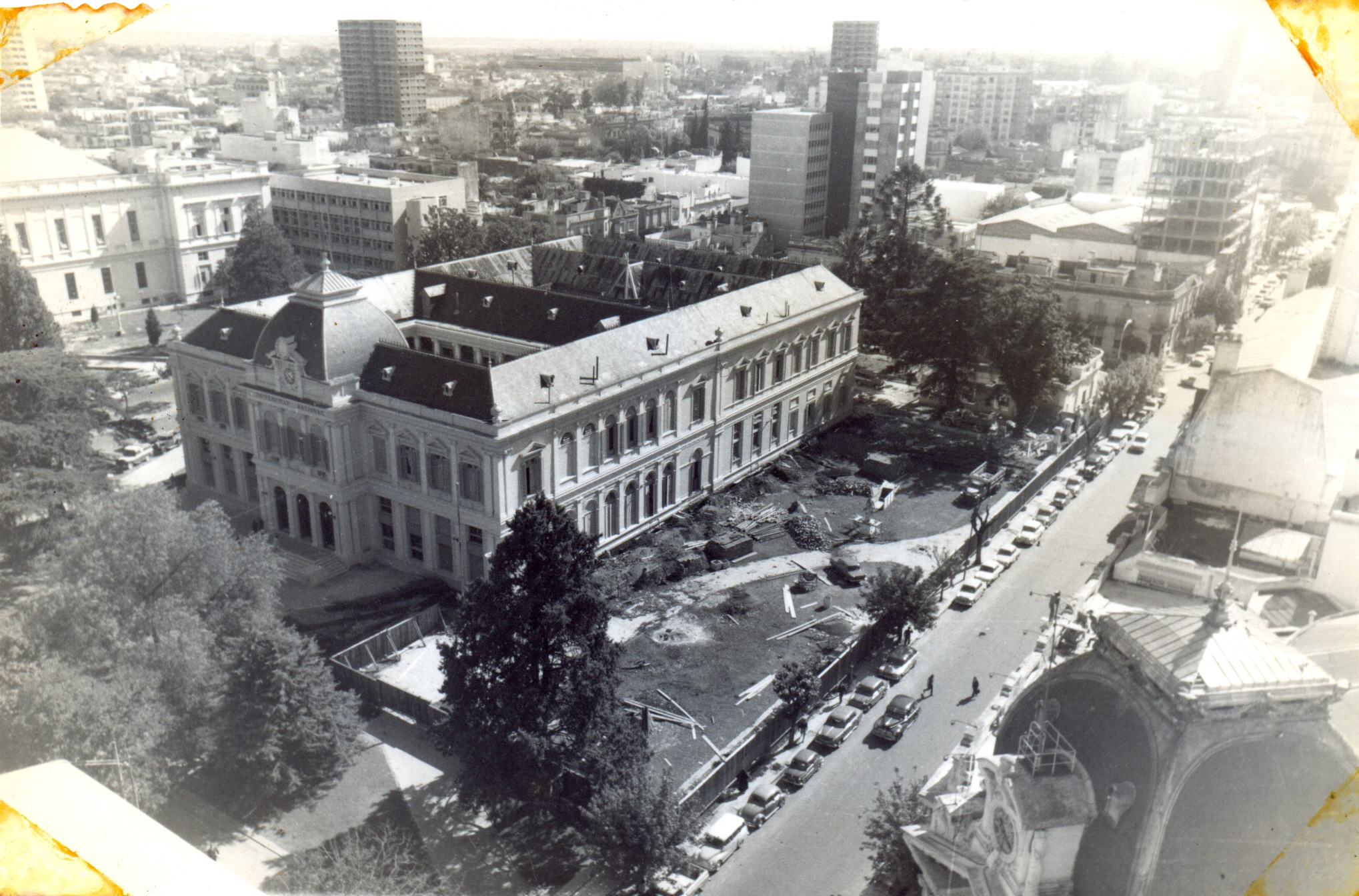
Imagen de 1969 con los inicios de la construcción del edificio tras la licitación n°21 de 1968 que autorizó el comienzo de las obras.

El proyecto final fue diseñado por los arquitectos Atilio Sacchi y Dussan Duich, a partir de la participación de la Dirección de Obras y Planeamiento de la UNLP y la Facultad de Arquitectura. La obra comenzó, finalmente, a fines de 1969 y avanzó durante la siguiente década, más allá de la alternancia que se sucedió, en el Ejecutivo nacional, entre gobiernos democráticos y de facto.

### Desocupación y reciclaje

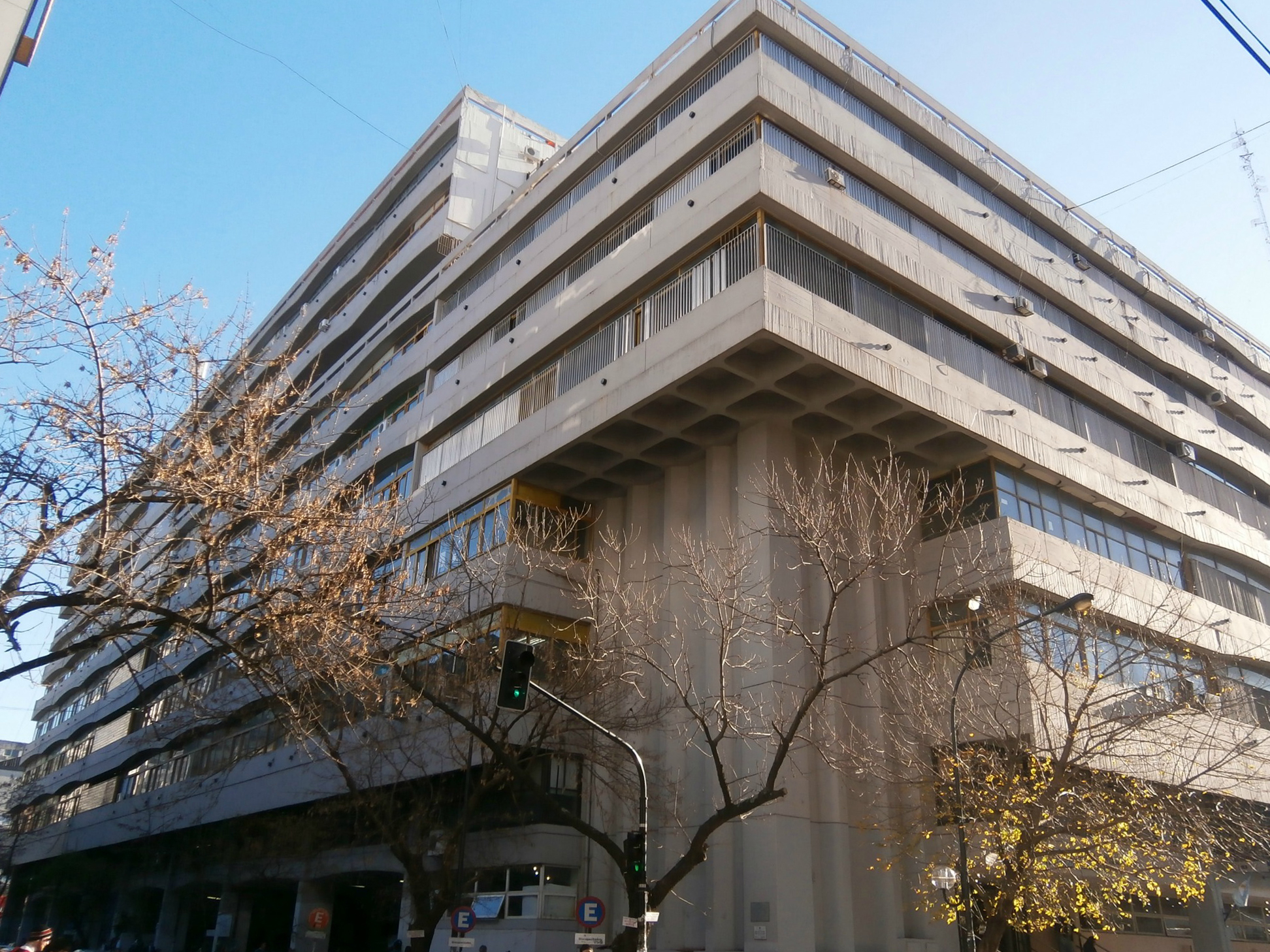
Intersección de las calles 48 y 6.

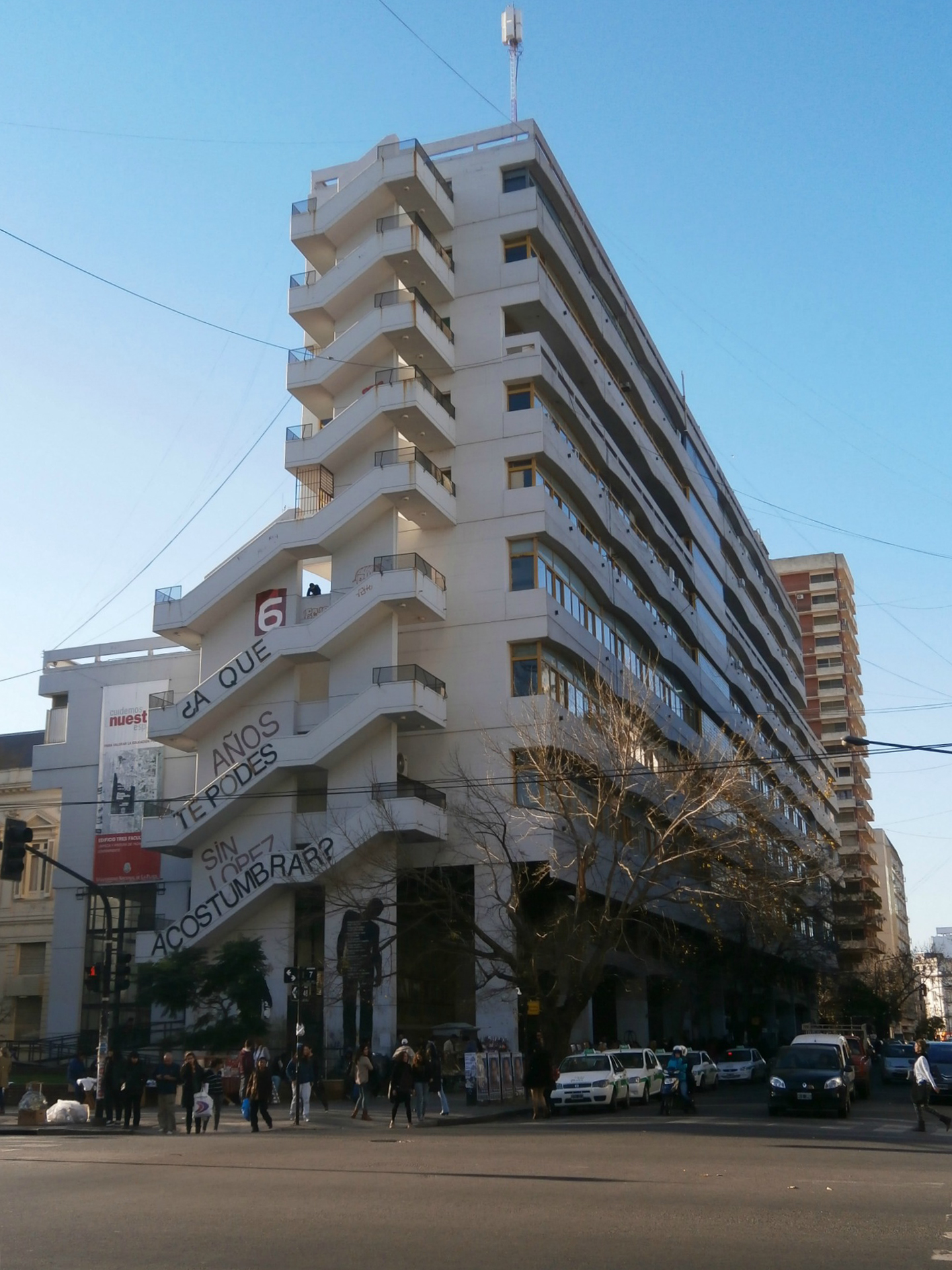
Esquina de avenida 7 y calle 48.

El Edificio Tres Facultades, de nueve pisos, llegó a albergar a más de 20 mil personas hacia 2011, superando completamente su capacidad proyectada, por lo que las autoridades de la Universidad Nacional de La Plata decidieron el traslado de las tres unidades académicas que allí funcionaban y comenzó el proyectado proceso de remodelación. Este incluyó la demolición parcial de las primeras tres plantas para construir un pasaje peatonal amplio y luminoso, de doce metros de ancho, entre este inmueble y el edificio de la Presidencia, denominado «Pasaje del Bicentenario».
Dentro de un Plan de Obras integral iniciado para sus distintas facultades, en 2004, la UNLP comenzó a proyectar los nuevos edificios para Humanidades y Psicología. Y se trasladó la Facultad de Derecho al edificio del exJockey Club, marcando el inicio de una desocupación progresiva del «Tres Facultades», cuyo desalojo final se concretaría en 2014. La Facultad de Ciencias Económicas fue la única que continuó funcionando en este inmueble, sin ser trasladada, sobre el sector lateral de calle 6, entre 47 y 48.

### Reinauguración
El edificio remodelado y reinaugurado en 2018 posee una sede de Posgrado con un total de 60 aulas disponibles para todas las facultades; un Centro de Convenciones para 2.000 personas en simultáneo; y un Centro de Arte y Cultura. También se trasladarán allí Radio Universidad Nacional de La Plata, TV Universidad, la editorial universitaria (EDULP), su librería y otras dependencias de la Presidencia, quedando inaugurado, durante 2019, el nuevo Centro de Producción Multimedial de la UNLP.
El 15 de octubre de 2014, por decisión del Consejo Superior de la UNLP, se decidió renombrar al «Tres Facultades» como «Edificio Sergio Karakachoff», en homenaje al estudiante y dirigente universitario, graduado en esta casa de estudios, asesinado por un grupo de tareas durante la dictadura militar argentina del período 1976-1983.

## Arquitectura

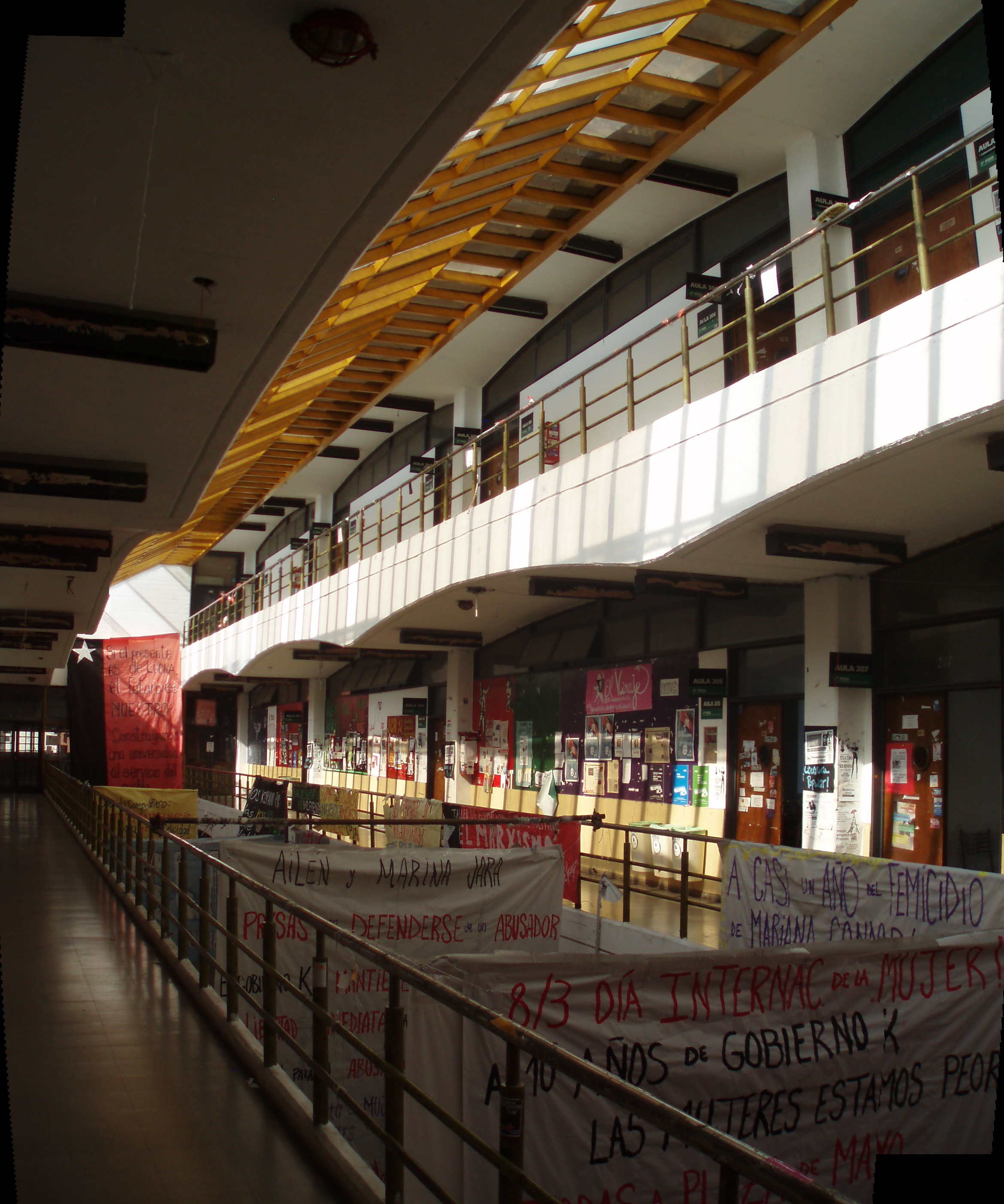
Vista del interior del edificio.

El proyecto original diseñado por los arquitectos Atilio Sacchi y Dussan Federico Duich incluía la ocupación total de la manzana comprendida por la avenida 7 y las calles 6, 47 y 48; y la demolición total de la antigua sede de la Presidencia de la UNLP, edificio que había sido construido, en la época fundacional de la ciudad de La Plata, para albergar el Banco Hipotecario Provincial, en 1885. Al demoler la construcción central, se planificaba construir un estacionamiento o un auditorio subterráneo, que en su piso superior sumaría un jardín seco. Pero como la demolición nunca se concretó, la obra quedó inconclusa y el complejo se redujo a un inmueble en forma de «L», rodeando sólo los lados de las calles 6 y 48.
De arquitectura brutalista y fachada de hormigón armado, el inmueble está influenciado por el estilo propio de las construcciones de las décadas de 1960 y 1970, marcadas por la monumentalidad que dominaba la arquitectura de países influyentes en esta disciplina como Gran Bretaña y Japón. El mito urbano asoció la forma de construcción interior del «Tres Facultades» con un panóptico, debido a las dobles y triples alturas que confluyen en su espacio central y que permitían asimilarlo con una cárcel, donde las bandejas y pasarelas superiores sirven al control visual del mismo.